# Mihailo
Mihailo je moško osebno ime.

## Izvor imena
Ime Mihailo je različica moškega osebnega imena Mihael.

## Pogostost imena
Po podatkih Statističnega urada Republike Slovenije je bilo na dan 31. decembra 2007 v Sloveniji število moških oseb z imenom Mihailo: 54.

## Osebni praznik
Osebe z imenom Mihailo lahko godujejo takrat kot osebe z imenom Mihael.